# Базиль, Деде
Мари Сент Деде Базиль (фр. Marie Sainte Dédée Bazile; fl. 1806), также известная как Дефиле (фр. Défilée) и Дефиле-ла-Фоль (фр. Défilée-La-Folle), — женщина, получившая известность во время Гаитянской революции. Она прославилась тем, что она нашла и похоронила изуродованное тело императора Жан-Жака Дессалина после его убийства в Понт-Ларнаже.

## Биография
Деде Базиль родилась близ гаитянского города Кап-Франсе в семье рабов и зарабатывала себе на жизнь, служа маркитантом в армии Жан-Жака Дессалина. Существуют различные версии появления у неё безумства. Так по одной версии у Деде Базиль развилось психическое заболевание после того, как она была изнасилована своим хозяином в возрасте 18 лет. По другой это произошло после того, как некоторые из членов её семьи были убиты при разгроме армии Дессалина генералом Донасьеном Рошамбо.
17 октября 1806 года император Жан-Жак Дессалин попал в засаду, устроенную его бывшими соратниками Александром Петионом, Жаном Пьером Буайе, Андре Риго и Бруно Бланше. Он был смертельно ранен в месте к северу от Порт-о-Пренса. Затем его тело было принесено в город, где было побито камнями и изуродовано толпой.
Когда многочисленные дети, громко и радостно крича, побивали камнями останки Дессалина на Правительственной площади, мимо проходила старая сумасшедшая женщина по имени Дефиле. У неё якобы пропали признаки безумия после того, как она узнала над чьим телом издеваются собравшиеся. Базиль пошла за мешком, вернулась на площадь, собрала туда окровавленные останки Дессалина и отнесла их на кладбище, располагавшееся в пределах города Порт-о-Пренс. Генерал Петион прислал несколько солдат, которые за скромную сумму похоронили их.
Базиль умерла около 1816 года и была похоронена в Порт-о-Пренсе, но её могила со временем была утеряна. У неё было несколько детей, в том числе полковник Кондоль Базиль, офицер полиции при гаитянском президенте Фостене I.
Она входит в число четырёх героинь независимости Гаити, наряду с Саните Белер, Катрин Флон и Сесиль Фатиман.